# If You Believe in Me
«If You Believe in Me» —en castellano: «Si crees en mí»— es una canción grabada e interpretada por la banda canadiense de rock April Wine.  Fue escrita por Stewart Gray y Todd Kennedy. Apareció originalmente como la tercera pista del álbum Attitude, publicado por FRE Records en 1993.

## Publicación y recibimiento
En 1993, «If You Believe in Me» se publicó como un sencillo promocional de Attitude.  Fue producido por Myles Goodwyn y George Lagios. Se lanzó en formato de disco compacto y en éste sólo se incluía el tema mencionado.
Después de siete años, una melodía de April Wine apareció en los listados canadienses, pues el 15 de mayo de 1993 esta canción se posicionó en el 19.º lugar de los 100 sencillos más populares de la revista especializada RPM Magazine.

## Dato curioso
Además de Gray y Kennedy, en la versión de casete de Attitude se acredita a Myles Goodwyn y Monique Fauteux como compositores adicionales de «If You Believe in Me».

## Lista de canciones
| N.º | Título                 | Escritor(es)                | Duración |  |
| 1.  | «If You Believe in Me» | Stewart Gray / Todd Kennedy | 4:15     |  |

## Créditos
- Myles Goodwyn — voz principal, guitarra y teclados
- Brian Greenway — guitarra y coros
- Steve Segal — guitarra
- Jim Clench — bajo y coros
- Jerry Mercer — batería

## Listas
| Año  | País   | Lista                        | Posición máxima |
| ---- | ------ | ---------------------------- | --------------- |
| 1993 | Canadá | RPM Magazine Top 100 Singles | 19.º            |